# Behrouz Vossoughi
Behrouz Vossoughi (بهروز وثوقی; født Khalil Vossoughi 10. marts 1938) er en Khoy skuespiller kendt fra film.